# مشغل هجين
المشغل الهجين (بالإنجليزية: Hybrid drive)‏ تعرف بحروف البدايات SSHD، وهي أجهزة تخزين للبيانات تدمج ما بين تكنولوجيا ذاكرة ناند ذات الحالة الثابتة (SSD) وتكنولوجيا الوسائط ذات الاقراص الصلبة بنية استخدام سرعة الأولى وكثافة وسعر الثانية، الغرض من تكنولوجيا الحالة الثابتة هو العمل ذاكرة سريعة cache للبيانات المخزنة في الجزء ذو القرص الصلب لتحسين الأداء العام وإبقاء نسخ من البيانات الأكثر استخداما على الجزء الثابت.
يوجد تقنيتين مختلفتين في الوسائط الهجين الأولى نظام وسائط مزدوج هجين والثاني وسائط هجين ذات حالة ثابتة في التقنية الأولى يكون هناك SSD منفصل عن HDD مركبان على نفس الحاسب الآلي، ويتم الربط بينهما بواسطة المستخدم النهائي يدويا أو نظام التشغيل تلقائيا من خلال إنشاء هجين (hybrid logical device)، في حالة تقنية وسائط التخزين الهجين ذات الحالة الثابتة يتم الربط بين وظائف SSD وHDD في قطعة واحدة من العتاد حيث يتم التعامل مع البيانات المخزنة بواسطة الوسيط أو بواسطة نظام التشغيل وتسمى هذه الطريقة host-hinted mode.

## الأنواع

مقارنة بين تصميم SSHD والوسائط المزدوجة أو FCM

توجد تقنيتين أساسيتين للوسائط الهجين للدمج ما بين القسمين السريع والبطيء هما نظام وسائط مزدوج هجين ووسائط هجين ذات حالة ثابتة.

### نظام وسائط مزدوج هجين
يربط هذا النظام مابين قطعتين منفصلتين من الوسائط في جهاز حاسب واحد أحدهما ذو حالة ثابتة والآخر قرص صلب ويتم إدارة وتحسينات الأداء العام بطريقة من الطرق الثلاثة التالية:
1. بواسطة مستخدم الكمبيوتر (الذي يضع البيانات الأكثر استخداما بنفسه على الوسيط الأكثر سرعة)
2. بواسطة نظام التشغيل
3. بواسطة الدوائر الالكترونية (الرقائق) الخاصة بالوسائط (أو بمعنى أدق البرامج الثابتة الموجودة على الرقائق)